# 阿末特里鲁丁
丹斯里拿督阿末·特里鲁丁·莫哈莫·沙烈（1968年4月12日—）是一名马来西亚律师及法律官员，前马来西亚总检察长，也是历史上任期最短的总检察长之一。2024年起任马来西亚联邦法院法官。